# Utrechtsebrug
De Utrechtsebrug (brugnummer 439, naambordjes vermelden Utrechtse Brug) is een Amsterdamse brug in Amsterdam-Zuid.

## Ligging
Zij vormt de verbinding tussen enerzijds de Rijnstraat, die hier de President Kennedylaan kruist, en anderzijds de Nieuwe Utrechtseweg, de overgang van de S110 naar de autosnelweg A2. Het bouwwerk overspant de  Amstel, maar ook beide oevers in de gedaante van de Amsteldijk en Ouderkerkerdijk. Een van de landhoofden (noordkant) ligt daarbij in het Martin Luther Kingpark, alwaar de bekistingen van het beton plaatsvond.

## Geschiedenis
De Utrechtsebrug verving hier de 'gaspont' die tussen de Amsteldijk en de Korte Ouderkerkerdijk voer. Deze pont voer al sinds 1911 en werd door de Zuidergasfabriek geëxploiteerd maar werd in 1927 door de gemeente overgenomen. De pont had de bijnaam 'gaspont' omdat de steiger aan de zuidelijke kant vlak bij de Zuidergasfabriek lag. De pont werd voortgestuwd door een stoommachine, waarvan de ketel gestookt werd met cokes uit de gasfabriek. Deze pont werd twee jaar na de opening van de Utrechtsebrug en de komst van de Omvalbrug in de Spaklerweg opgeheven.
In 1947 constateerde de gemeente Amsterdam, dat de verkeerstoevoermogelijkheden naar de stad onvoldoende waren. Er werd toen begonnen met de aanleg van Rijksweg 2 en in dat project werd ook de Utrechtsebrug meegenomen. De bouwkosten overstegen de planning aanmerkelijk. In 1941 werden de kosten geschat op 1.250.000 gulden, in 1951, toen men net met de heipalen was begonnen moest daar 3.500.000 aan toegevoegd worden. In augustus 1951 werden de eerste voorbereidingen getroffen voor wat toen de langste (en duurste) brug van Amsterdam zou worden. Ze zou circa 178 meter lang worden (van oever tot oever 125 meter) en circa 26 meter breed. Er moesten circa 600 heipalen de grond in om de constructie te dragen. Toen de heipalen de grond in gingen was nog niet definitief bekend hoe de brug eruit zou zien. Het werk zou uitgevoerd worden onder leiding van Dienst der Publieke Werken. Het ontwerp van Piet Kramer (met hulp van Eugène Freyssinet in verband met het voorgespannen beton) werd echter steeds aangepast in verband met bezuinigingen. Zo kon door het toepassen van voorgespannen beton het aantal steunpilaren teruggebracht worden van vier naar twee. De brug werd daarbij ook steeds langer en zou uiteindelijk circa 250 meter lang worden. Om te voorkomen dat er een basculebrug geplaatst moest worden, werd de doorvaarthoogte gesteld op 5 meter, dat zorgde er wel voor dat in verband met het maximale stijgingspercentage de brug in wezen al begint bij het uiteinde van de Rijnstraat. In het project moest toen al vanwege het toenemende verkeer ook de President Kennedylaan/Rivierenlaan verbreed worden. De brug werd in 1953 getroffen door een stagnatie in de toevoer van bouwmiddelen, een aantal bouwvakkers werd ontslag aangezegd. Opening van de brug werd keer op keer uitgesteld, terwijl de Nieuwe Utrechtseweg al klaar was.   

## Opening

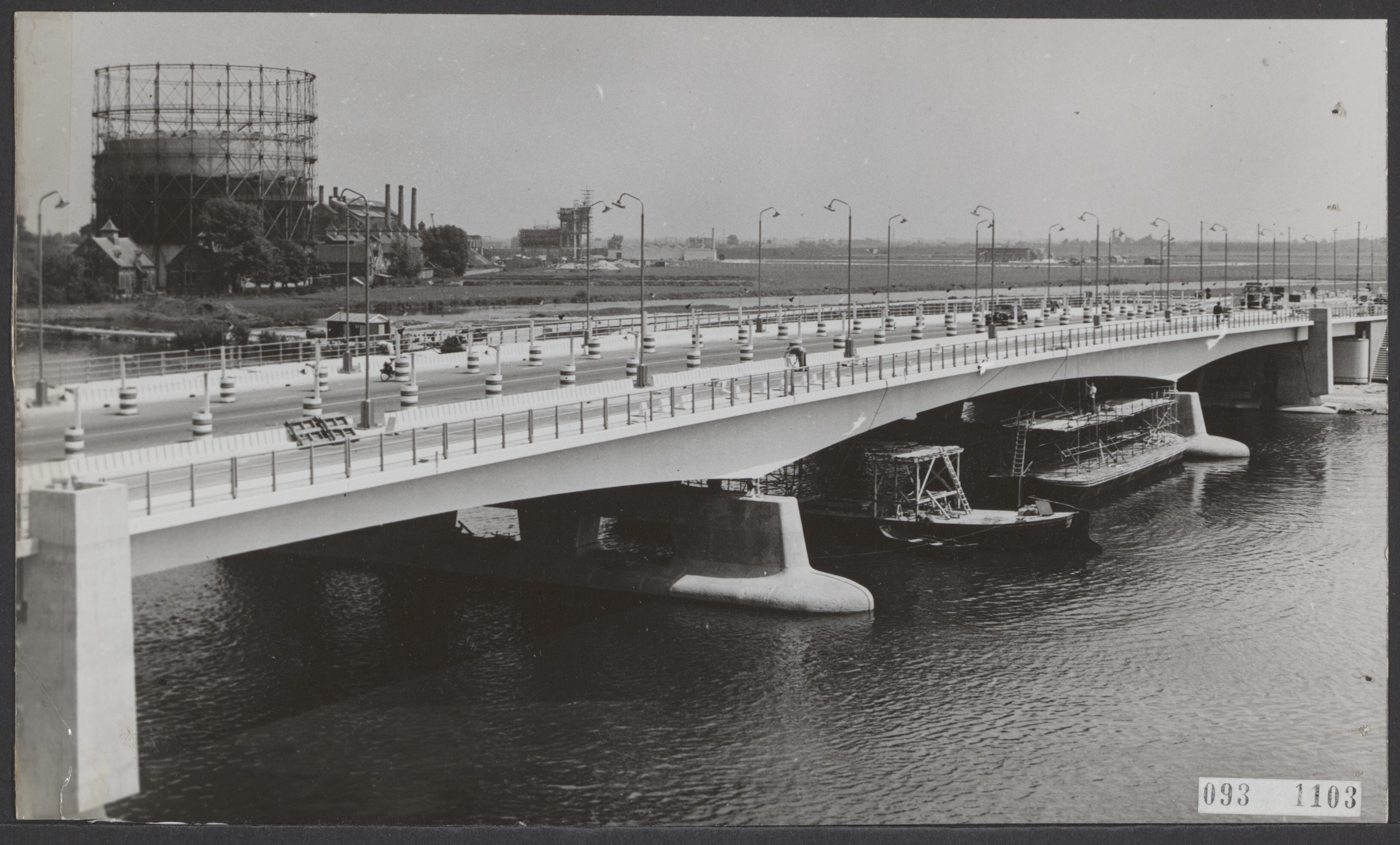
Utrechtsebrug in 1954, links in beeld gashouder Zuidergasfabriek

Op 1 april 1954 werd Rijksweg 2 geopend door minister Jacob Algera van Verkeer en Waterstaat geopend, waarbij een stoet van circa 150 auto’s de nog niet geheel gereed zijnde brug over reed. De definitieve opening was toen gepland in mei, maar het zou uiteindelijk 3 juli 1954 zijn voordat al het verkeer over de brug kon. Burgemeester Arnold Jan d'Ailly knipte om 15.00 uur het lintje door en liep samen met onder anderen Kramer de brug over. In 1969 werd de indeling op de brug gewijzigd, door de fietspaden smaller te maken. In 2017 is de indeling van de brug, twee voetpaden, twee fietspaden, twee rijbaanstroken stad uit, drie rijbaanstroken stad in.

## Bijzonderheden
De volgende bijzonderheden gelden:
- De naam is bepaald door een prijsvraag met de naam "Hoe heet de nieuwe brug?", uitgeschreven door de krant Het Parool. De meest ingezonden namen waren 'Dr. A. Plesmanbrug' en 'Utrechtsebrug'.
- tussen kastjes aan een van de pijlers hangt een sabbatketting die door de Nederlandse Israëlitische Gemeente geschonken is. Met deze sabbatketting werd symbolisch weergegeven dat de Amstel afgesloten kon worden. Volgens de joodse wet is het verboden om op sabbat buiten de ommuurde stad iets te dragen. Door de symbolische afsluiting met een ketting werd Amsterdam een zogenoemde eroev, en dan geldt dit draagverbod niet.

## Afbeeldingen

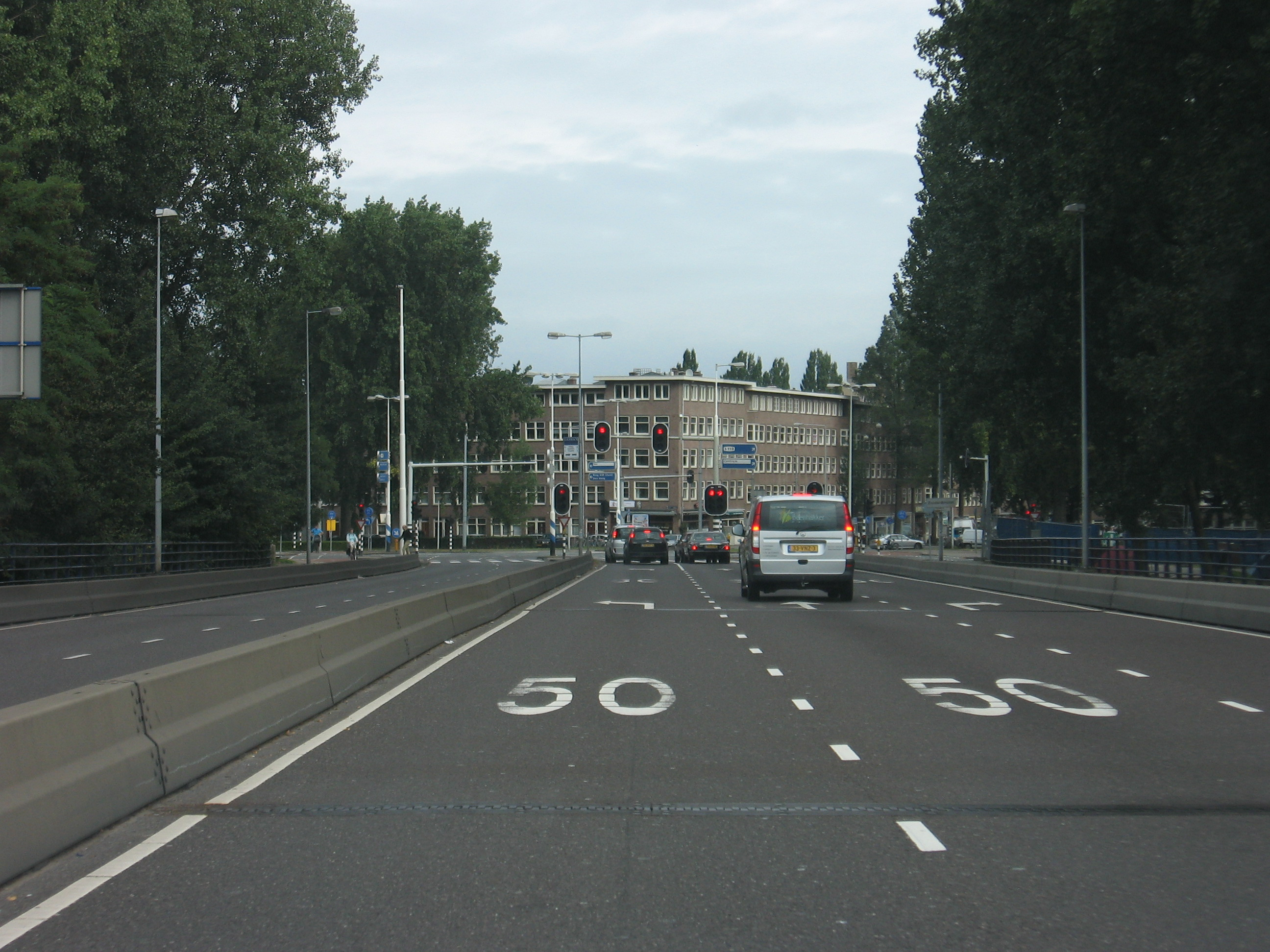
Brug richting Rijnstraat
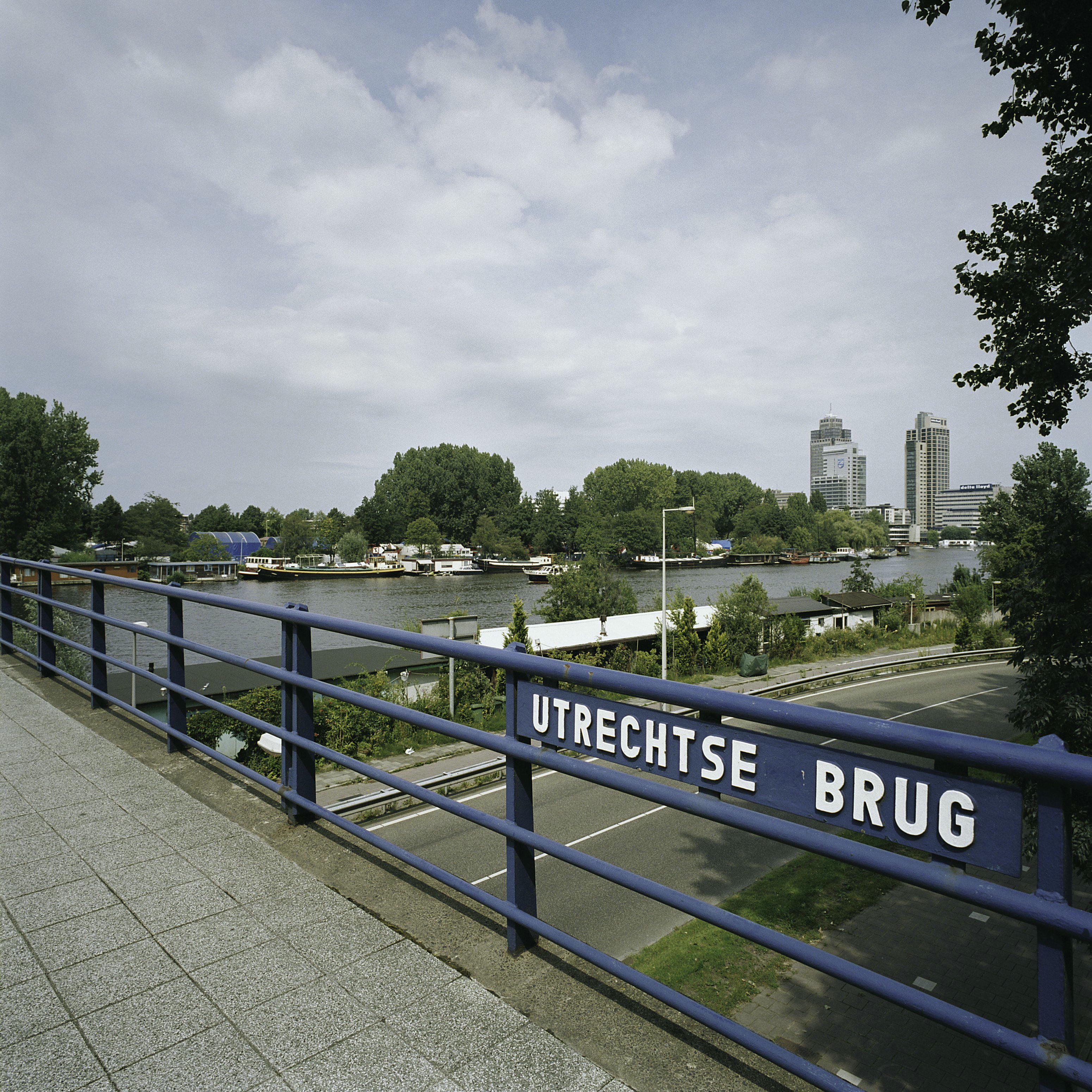
Naambord
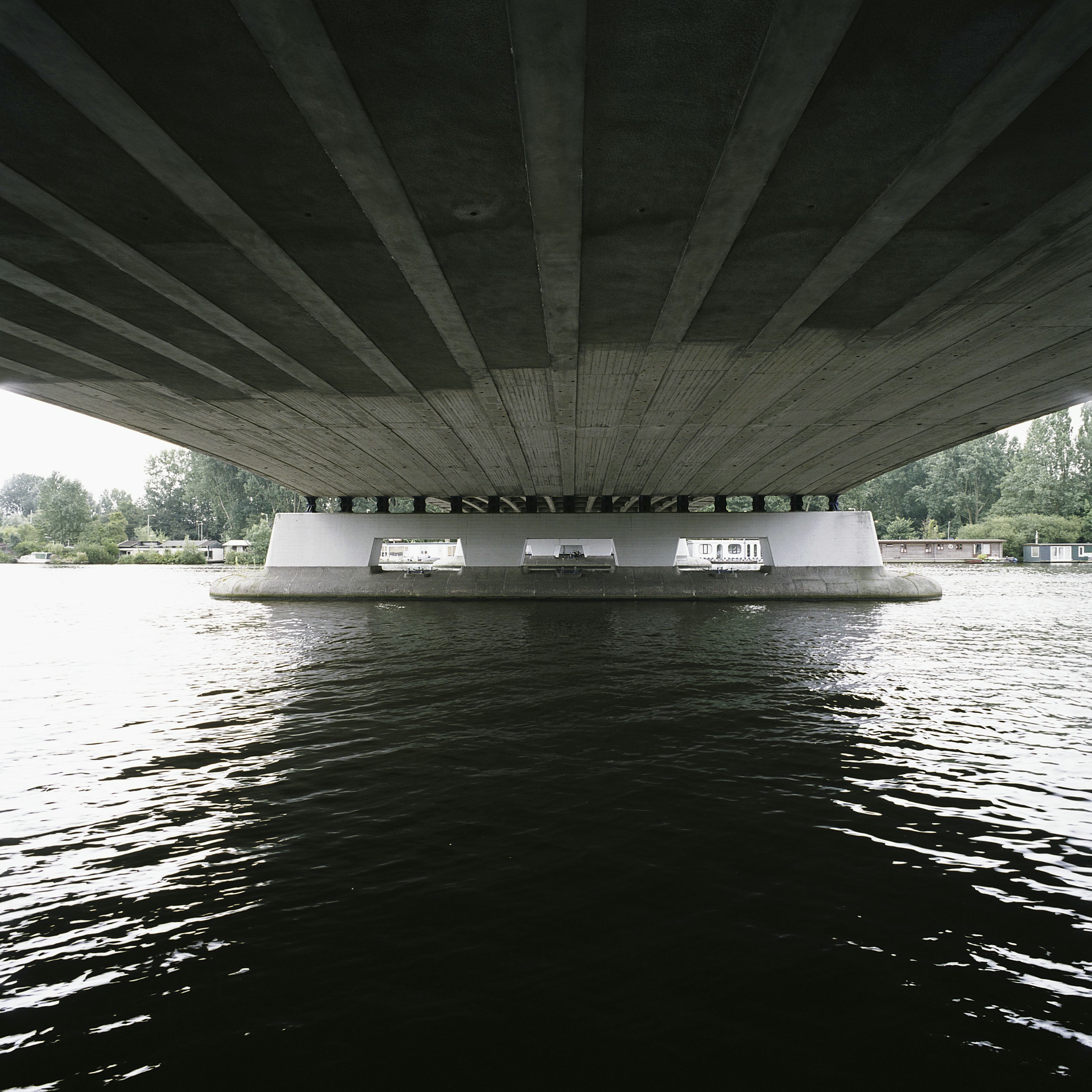
Onderzijde brug
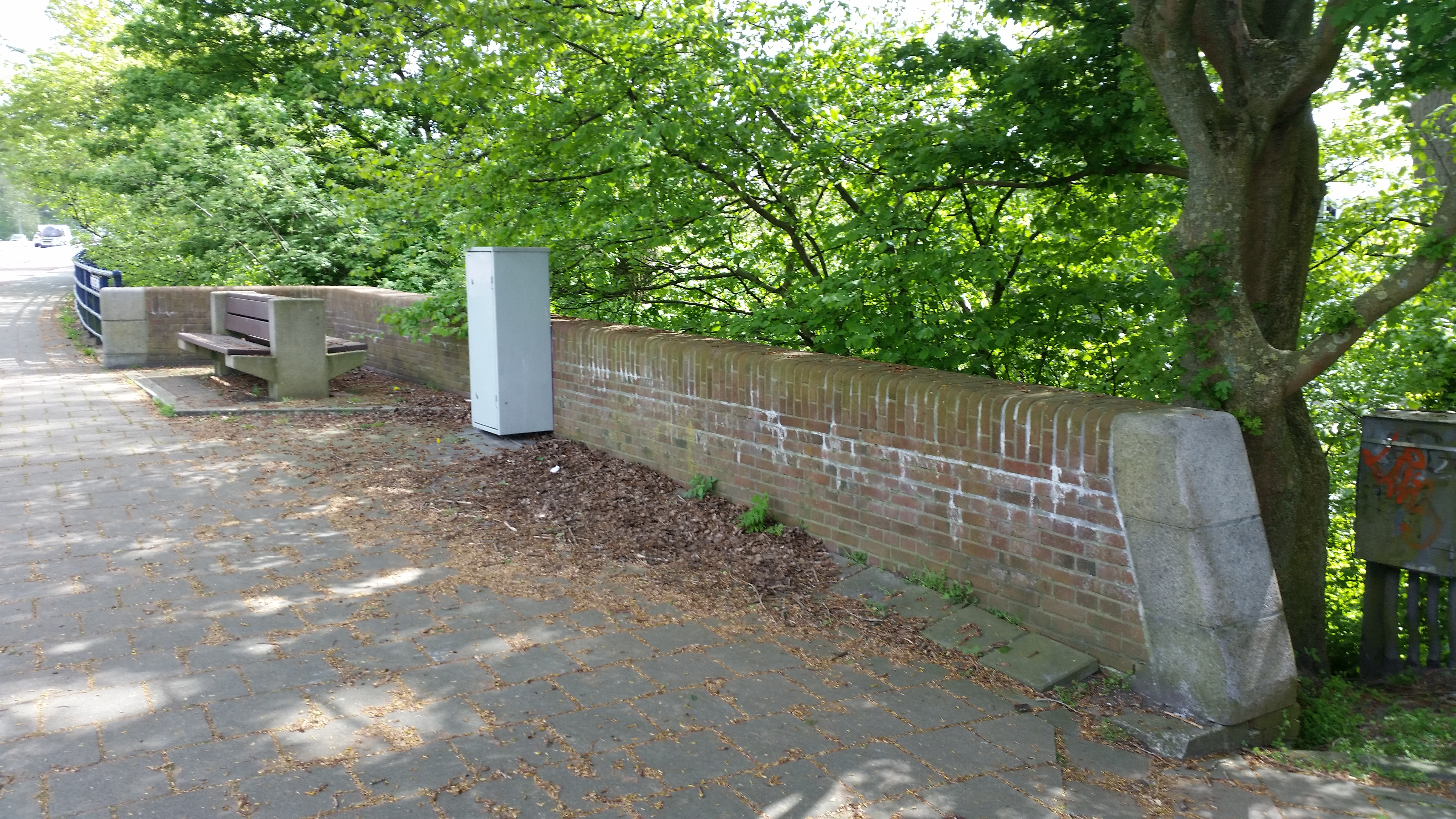
Een restant van Kramers ontwerp; het voor hem karakteristieke zitje (april 2018)
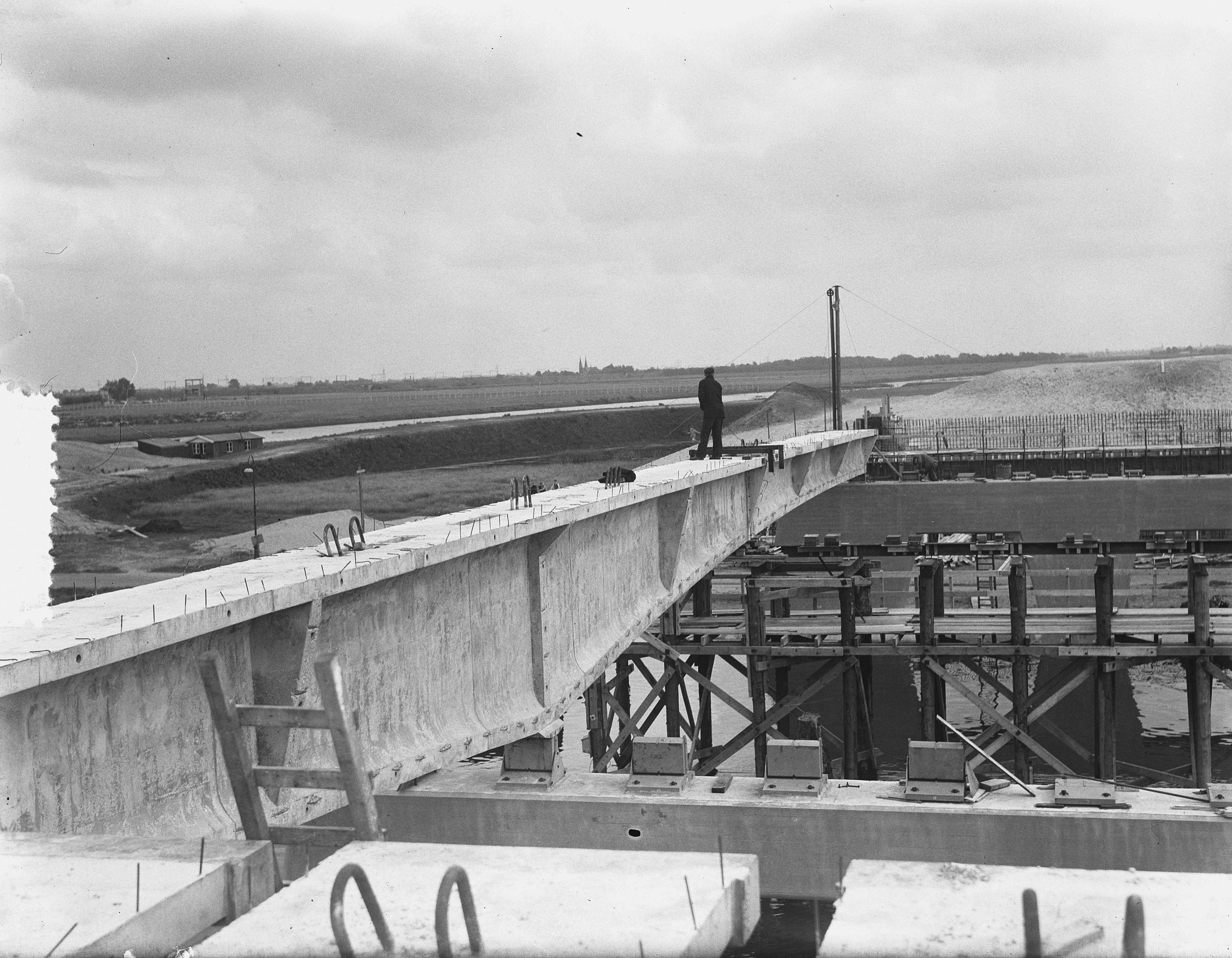
Bij de aanleg, juni 1953

<<< · 400 · 401 · 402 · 403 · 404 · 405 · 406 · 407 · 408 · 409 · 410 · 411 · 413 · 414 · 415 · 416 · 417 · 418 · 419 · 420 · 421 · 422 · 423 · 424 · 425 · 427 · 429 · 430 · 431 · 432 · 433 · 434 · 435 · 436 · 437 · 438 · 439 · 440 · 441 · 442 · 443 · 444 · 445 · 446 · 447 · 448 · 449 · 450 · 451 · 452 · 453 · 454 · 455 · 456 · 457 · 458 · 459 · 460 · 461 · 462 · 463 · 464 · 465 · 466 · 469 · 470 · 471 · 472 · 473 · 474 · 475 · 476 · 478 · 479 · 480 · 482 · 483 · 485 · 486 · 487 · 488 · 489 · 490 · 491 · 492 · 493 · 494 · 495 · 496 · 497 · 499 · >>>
Brugnummers 412, 426, 428, 467, 468, 477, 481, 484 en 498 zijn niet (meer) vergeven.